# Douglas TBD Devastator
Douglas TBD Devastator je bil ameriški enomotorni palubni torpedni bombnik, ki ga je uporabljala Ameriška mornarica v 2. Svetovni vojni. Prvič je poletel leta 1935, v uporabo je vstopil leta 1937. Kratek čas je bil eno izmed najbolj modernih letal, ob času japonskega napada na Pearl Harbor pa je bil že zastarel. Posebnost letala je tričlanska posadka. 
V prvih bitkah je bil uspešen, v bitki pri Midwayu pa se je slabo odrezal, 41 Devastatorjev ni doseglo niti enega zadetka s torpedom. Devastator tudi ni imel veliko možnosti, ko je prišlo do letalskega dvoboja z Zeroji.
Proizvodnja je bila majhna, samo 130 letal. Devastatorja je nadomestil Grumman TBF Avenger.

## Tehnične specifikacije (TBD-1)
Podatki iz Devastator...The Not-so-Devastating TBD-1
Splošne karakteristike
- Posadka: 3: pilot, Torpedo operatore/Navigator, Radio operater/Strojničar
- Dolžina: 35 ft 0 in (10,67 m)
- Razpon kril: 50 ft 0 in (15,24 m)
- Višina: 15 ft 1 in (4,60 m)
- Površina kril: 422 ft² (39,2 m²)
- Teža praznega letala: 5600 lb (2540 kg)
- Naložena teža: 9289 lb (4213 kg)
- Maks. vzletna teža: 10194 lb (4624 kg)
- Pogon letala: 1 ×  zvezdasti motor Pratt & Whitney R-1830-64 Twin Wasp, 900 KM (672 kW)

 Zmogljivost 
- Maks. hitrost: 206 mph (179 vozlov, 331 km/h) at 8000 ft (2400 m)
- Potovalna hitrost: 128 mph (111 vozlov, 206 km/h)
- Doseg: 435 mi (700 km) (378 nmi, 700 km) z Mk XIII Torpedom, 716 mi (623 nmi, 1152 km) z 1000 lb (454 kg) bomb
- Višina leta: 19500 ft (5945 m)
- Hitrost vzpenjanja: 720 ft/min (3,7 m/s)

Oborožitev

- Strelno orožje: 

  - 1 × naprej streljajoča M1919 Browning 0.30 in (7,62 mm) ali M2 Browning 0.50 in (12,7 mm) strojnica]]
  - 1 × 0.30 in (7,62 mm) strojnica v zadnjem delu (pozneje 2)
- Bombe: 

  - 1 × Mark XIII torpedo ali
  - 1 × 1000 lb (454 kg) bomb ali
  - 2 × 500 lb (227 kg) bomb ali
  - 12 × 100 lb (45 kg) bomb